# 朱瞻
朱瞻，山東沂水人，明朝政治人物、進士出身。

## 生平
洪武十七年，鄉試中舉。洪武十八年，登進士，官至參政。